# 박성철
박성철(朴成哲, 1913년 9월 2일 경주 ~ 2008년 10월 28일)은 조선의 공산주의 독립운동가이고 조선민주주의인민공화국의 군인, 정치인이다. 그의 고향은 경북 경주로 1934년 4월 항일유격대에 입대해 김일성과 함께 활동하였다. 1945년 8월에 월북하였다. 1972년 5월에는 비공식적으로 서울을 방문하여 박정희 대통령과 회담을 하기도 하였다.

## 생애
일본으로 유학, 일본 상지대 재학 중 일본공산당에 가입하였다. 1934년 4월에 만주 항일 빨치산에 합류했고, 1936년에는 동북항일연군 제5군교도 제1대 청년대원으로 복무했다. 귀국 후 조선공산당에 가입하고, 해방 직후 숙천군 당위원회 책임비서였다. 1948년 조선인민군 대좌로 인민군 제3사단 참모장 직무대리였다가 소장으로 진급하면서 제3사단 참모장이 되었다.
1950년 3월 인민군 제15사단장이 되고 그해 6.25 전쟁에 참전하였다. 전쟁 중 민족보위성 교육국장이 되었다가 최대한민국의 1972년 조선민주주의인민공화국 정무원 부총리 겸 인민봉사위원회 위원장이 되었다.1976년 4월 조선민주주의인민공화국 국무총리에 선출되었고, 1977년에는 조선민주주의인민공화국 국가 부주석에 선출되었다.1972년 김일성과 박정희 사이에 7·4 남북공동성명 발표가 확정되자 그는 남북조절위원회 부위원장에 임명되고, 그해 5월 31일 박성철은 극비리에 배편으로 대한민국을 방문하여 당시 대한민국 대통령 박정희를 면담하였다.
그 외에 노태우 정권이 북조선 김일성 주석에게 제안하여 만든 민족통일자정치협상회의 의장에 선출되어 활동했고, 1991년 7월에는 조국통일민주주의전선 의장을 겸하였으며, 1998년 9월 조선민주주의인민공화국 최고인민회의 상임위원회 명예부위원장에 선출되었다. 그러나 김정일은 평소 그를 못마땅히 여겨 그해 6월에 그의 아편밀매를 폭로하기도 했다.
2007년 그는 최고인민회의 상임위원회 명예 부위원장 및 조선로동당 정치국원이라고 하는 직함을 가지고 있지만, 고령이기 때문에 정무를 거행하는 것은 사실상 불가능하였다 그는 2008년 10월 28일에 사망했으며, 조선중앙통신은 그의 사망 사유를 오랜 병환이라고 전했다.

## 가족 관계
- 본처 : 이름 미상
  - 아들 : 박춘식(1929년 ~ 사망), 보건성 산하 만수무역회사 사장
  - 아들 : 박춘보
  - 아들 : 박춘원
- 후처 : 김경하(사망)
  - 딸 : 박춘혜
  - 사위 : 문재철

## 같이 보기
- 조선민주주의인민공화국의 정치